# Ruggero Pertile

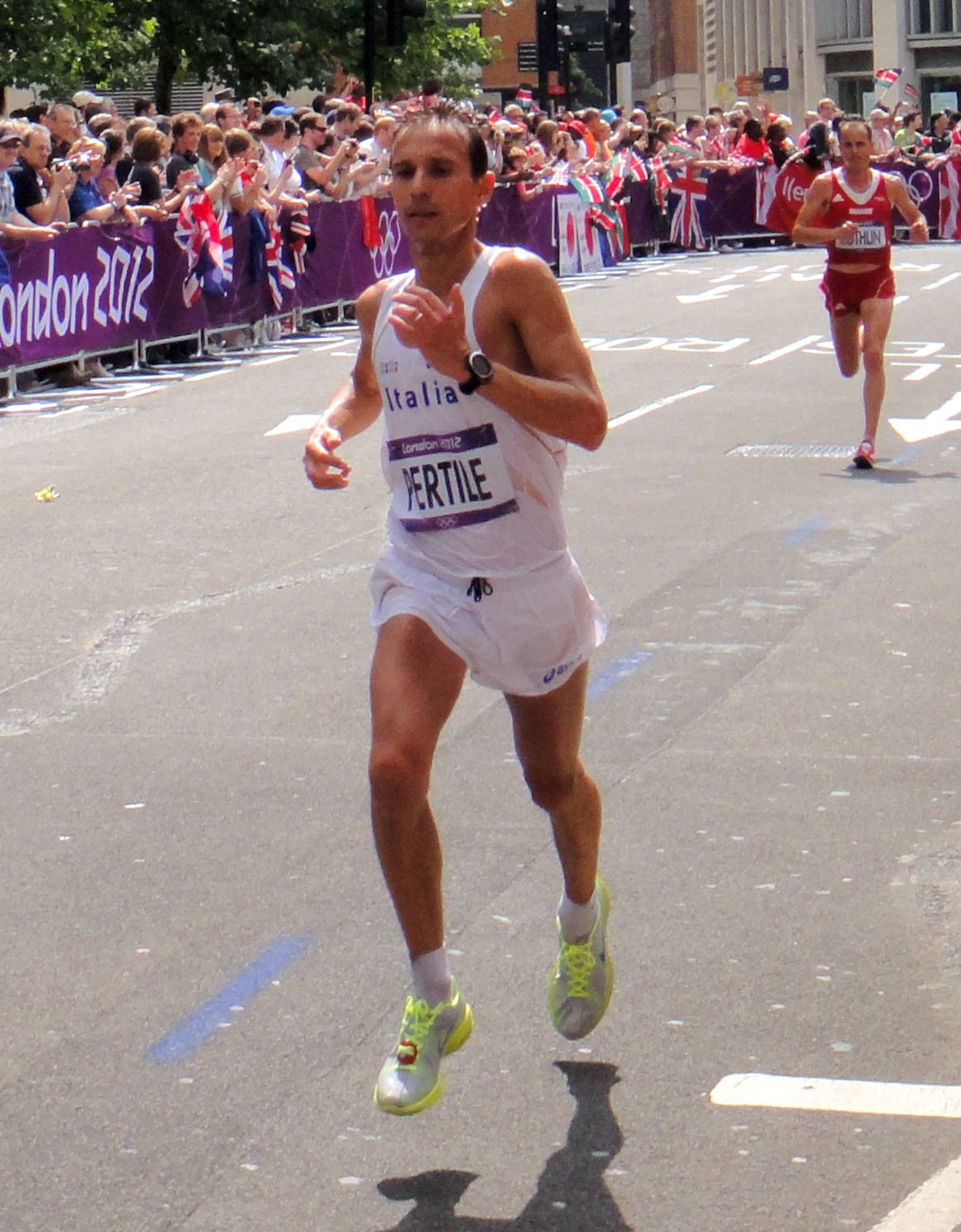
Ruggero Pertile beim olympischen Marathon 2012

Ruggero Pertile (* 8. August 1974 in Camposampiero, Provinz Padua) ist ein italienischer Marathonläufer.
1999 wurde er bei seinem Debüt Zwölfter beim Venedig-Marathon. 2001 wurde er beim Florenz-Marathon, in aussichtsreicher Position liegend, fehlgeleitet und konnte so das Rennen nicht beenden. Einem fünften Platz beim Mailand-Marathon 2002 folgte 2003 ein vierter bei der Maratona di Sant’Antonio, der ihn für die Weltmeisterschaften in Paris/Saint-Denis qualifizierte. Dort belegte er den 23. Platz.
2004 siegte er beim Rom-Marathon und wurde Dritter bei der Maratona d’Italia. Im Jahr darauf wurde er Achter beim Biwa-See-Marathon und kam bei den Weltmeisterschaften in Helsinki auf den 35. Platz.
2006 wurde er Sechster bei der Stramilano und als Gesamtsieger der Maratona di Sant’Antonio italienischer Meister, erreichte aber bei den Europameisterschaften in Göteborg nicht das Ziel. 2007 wurde er Siebter beim Boston-Marathon und Sechster beim New-York-City-Marathon und belegte bei den Straßenlauf-Weltmeisterschaften in Udine den 32. Platz.
Bei den Olympischen Spielen 2008 in Peking kam er als viertbester Europäer auf Platz 15. Im Jahr darauf wurde er Zweiter beim Turin-Marathon.
2010 wurde Pertile nationaler Meister im Halbmarathon. Beim Marathon der Europameisterschaften in Barcelona hielt er sich lange auf einem Medaillenrang, wurde jedoch auf den letzten Kilometern von Dmitri Safronow auf den vierten Platz verdrängt. Im Herbst siegte er in Turin.
2011 wurde er Siebter bei Roma – Ostia und Zweiter in Mailand. Bei den Weltmeisterschaften in Daegu war er als Achter der beste Europäer. Bei den Olympischen Spielen 2012 in London erreichte er Platz zehn.
Ruggero Pertile ist 1,70 m groß und wiegt 55 kg. Der Athlet mit dem Spitznamen „Rero“ wird von Massimo Magnani trainiert und startet für Assindustria Padova. Bis zu seinem Sieg in Rom 2004 arbeitete er als Teilzeitbeschäftiger in einem Supermarkt; seitdem ist er Profisportler.

## Persönliche Bestzeiten
- 5000 m: 13:55,86 min, 11. Juli 1997, Ponzano Veneto
- 10.000 m: 28:56,63 min, 22. Mai 2005, Vigna di Valle
- 10-km-Straßenlauf: 28:31 min, 30. September 2007, Mailand
- Halbmarathon: 1:02:17 h, 14. Oktober 2007, Udine
- Marathon: 2:09:53 h, 19. April 2009, Turin